# Borsa de Casablanca
La Borsa de Casablanca (àrab: بورصة الدار البيضاء, Būrṣat ad-Dār al-Bayḍāʾ; francès: Bourse de Casablanca) va ser fundada el 1929 essent la tercera borsa més antiga d'Àfrica. El 2007, tenia 71 companyies cotitzant, amb una capitalització de 77.000 milions de dòlars dels Estats Units. Inicialment feia servir un índex borsari propi, anomenat IGB, que el gener de 2002 va ser reemplaçat per dos nous índexs, el MASI i el MADEX.